# Kálló
Kálló es un pueblo ubicado en el condado de Nógrád, Hungría.

## Superficie
Posee una superficie de 36,97 kilómetros cuadrados.

## Demografía
Hasta 2021 la población era de 1630 habitantes, con una densidad de población de 44,08 habitantes por kilómetro cuadrado.